# Eliseo Álvarez-Arenas Romero
Eliseo Álvarez-Arenas Romero (Alcázar de San Juan, 14 de junio de 1882 - Madrid, 8 de julio de 1966) fue un militar español que participó en la guerra del Rif y la guerra civil española, mandando varias unidades militares. Durante la Dictadura franquista ocupó importantes puestos, siendo Inspector general de la Guardia Civil entre 1939 y 1942.

## Biografía
Nació en la localidad manchega de Alcázar de San Juan el 14 de junio de 1882.
Durante los primeros años realizó su carrera militar en África, interviniendo en la guerra del Rif. Estuvo destinado en las fuerzas de Regulares, compuestas por nativos marroquíes. Para 1924 ya ostentaba el rango de teniente coronel y dirigía el Tabor de Regulares de Ceuta. Tras la proclamación de la Segunda República, en 1932 ascendió al rango de general de brigada.

### Guerra de España
En julio de 1936 era comandante de la 9.ª Brigada de Infantería con sede en Zaragoza y dependiente de la V División Orgánica. Tras unirse a la sublevación, cooperó eficazmente con su oficial superior, el general Miguel Cabanellas, para hacerse con el control de la capital aragonesa y emprender la represión contra las organizaciones de republicanas y obreras. Posteriormente fue nombrado gobernador militar de Logroño y comandante de la 12.ª Brigada de Infantería, para poco después asumir el mando de la VI División Orgánica y las fuerzas militares de las provincias de Vizcaya, Álava, Burgos y Palencia. En Álava logró conquistar varias posiciones clave, y también logró detener varios asaltos de las fuerzas republicanas del Frente Norte en los frentes de Villareal y Espinosa de los Monteros, cesando en este puesto el 11 de diciembre.
En enero de 1937 fue nombrado comandante militar de Melilla y jefe de la Circunscripción oriental de Marruecos, puesto que mantuvo hasta diciembre de 1938. Durante su periodo de mando hubo unas 117 ejecuciones en la ciudad. También se encargó de reclutar y organizar unidades de mercenarios marroquíes a las que envió a la península ibérica, donde jugaron un importante papel en los frentes de batalla. Durante el transcurso de la contienda llegó a ejercer como director de la «Academia de infantería de Granada», creada para la formación de mandos militares. En diciembre de 1938 fue nombrado subsecretario de Orden Público.

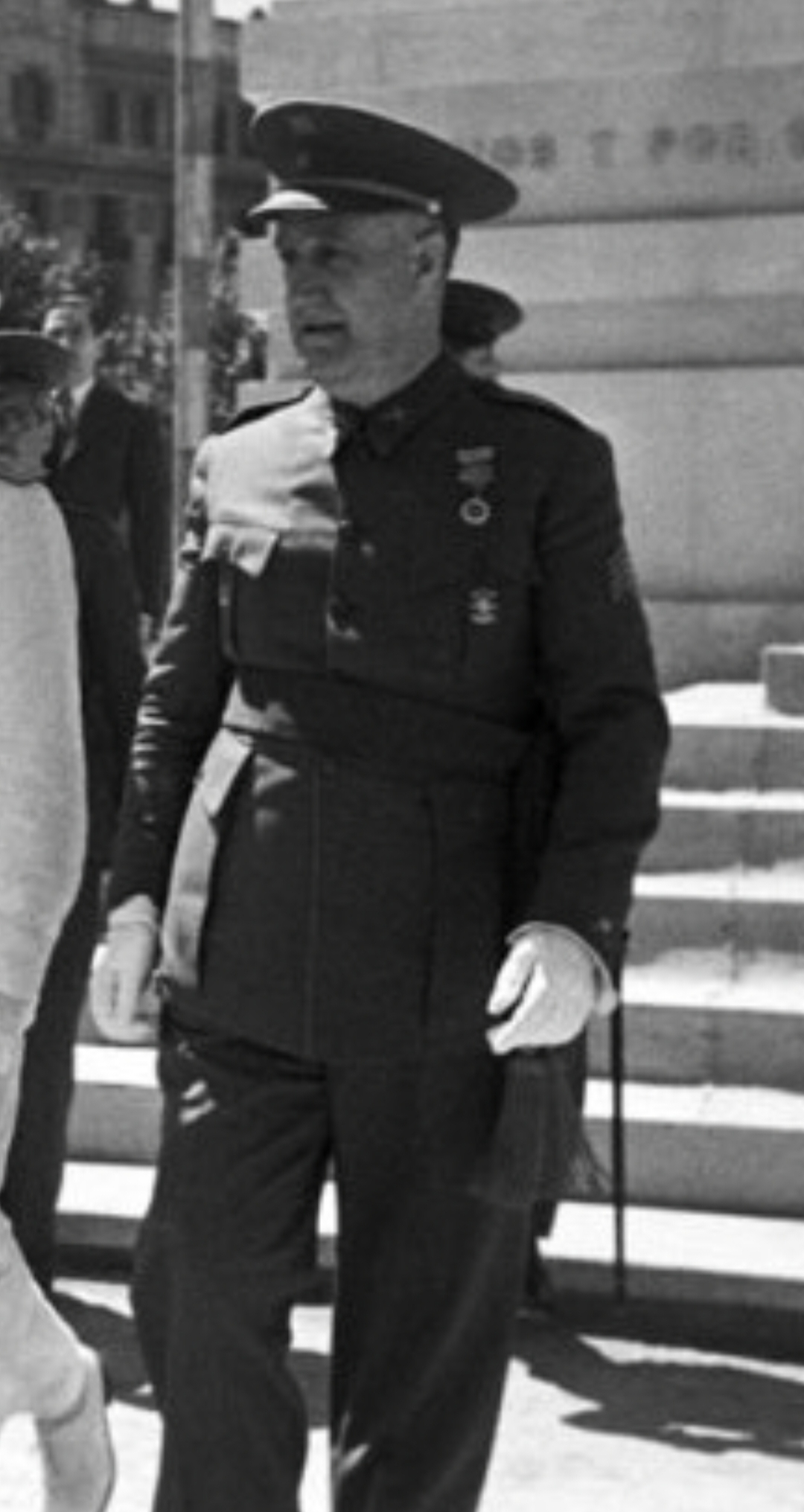
Eliseo Álvarez-Arenas, jefe de las fuerzas de ocupación en Barcelona, en junio de 1939.

En el contexto de la Ofensiva de Cataluña, el 26 de enero de 1939 marchó para Barcelona para hacerse cargo de la jefatura de las fuerzas de ocupación. Cuando el delegado nacional de Propaganda, Dionisio Ridruejo, llegó a Barcelona con la idea de celebrar varios mítines políticos, Álvarez-Arenas no le dio autorización para que estos se celebraran y le dijo a Ridruejo que lo más importante era «restaurar los altares de la ciudad». Tal era su peculiar visión de una ocupación militar. Poco después, el 28 de febrero, ascendió al rango de general de división. En julio cesaría de su puesto en Barcelona y asumiría brevemente el mando de la V Región Militar, con sede en Zaragoza.

### Dictadura franquista
En septiembre de 1939 el recientemente reestructurado gobierno franquista le nombró inspector general de la Guardia Civil. Durante su mandato, en marzo de 1940 se llevó a cabo la fusión de los Carabineros dentro de la Guardia Civil, y volvió a recuperarse la denominación de director general para la jefatura del cuerpo. También procedió a una represión y  depuración implacables del cuerpo, expulsando a todo elemento no considerado afecto al régimen franquista. Cesó en abril de 1942.
En 1942 fue nombrado Capitán general de Valencia y comandante de la III Región Militar.
Posteriormente fue miembro del Consejo Supremo de Justicia Militar (CSJM).